# Clepsidra
|  | No s'ha de confondre amb rellotge d'aigua. |

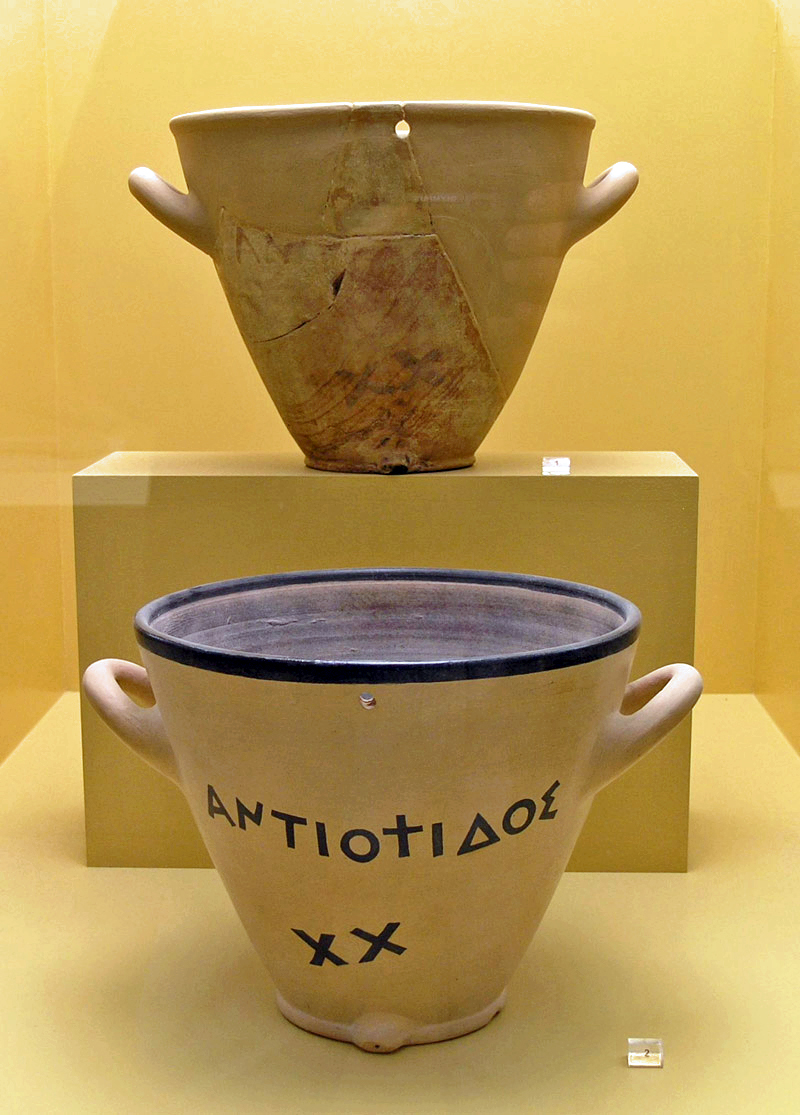
Dos rellotges d'aigua de l'àgora d'Atenes

Esquema d'un rellotge d'aigua.(1)Aigua, (2)Escala graduada, (3) Orifici de sortida d'aigua, (4) Recipient de recollida.

La clepsidra o clèpsidra, o de vegades simplement rellotge d'aigua, és un instrument per a mesurar el temps basat a fer passar una quantitat d'aigua d'un recipient a un altre a través d'un petit orifici.
Les clepsidres estan formades per dos o més recipients, col·locats un sobre l'altre. El de sobre té un petit foradet a la base de manera que l'aigua s'hi escola a una determinada velocitat, i per tant, en un temps fix. Els recipients tenen marques a la paret interior de forma que el nivell de l'aigua indica el pas del temps. Si el subministrament d'aigua al recipient superior és continu, per exemple, reciclant la mateixa aigua mitjançant una o dues bombes connectades a respectius tubs o sifons que connecten els dos recipients, la clepsidra pot funcionar ininterrompudament i marcar les hores com qualsevol altre rellotge.
Les clepsidres tenen l'avantatge de poder funcionar també a la nit, cosa que els rellotges de sol no poden fer. El seu principal inconvenient és que controlar amb precisió la velocitat de caiguda de l'aigua és difícil i per això mateix no aconsegueixen una precisió gaire alta.

## Història

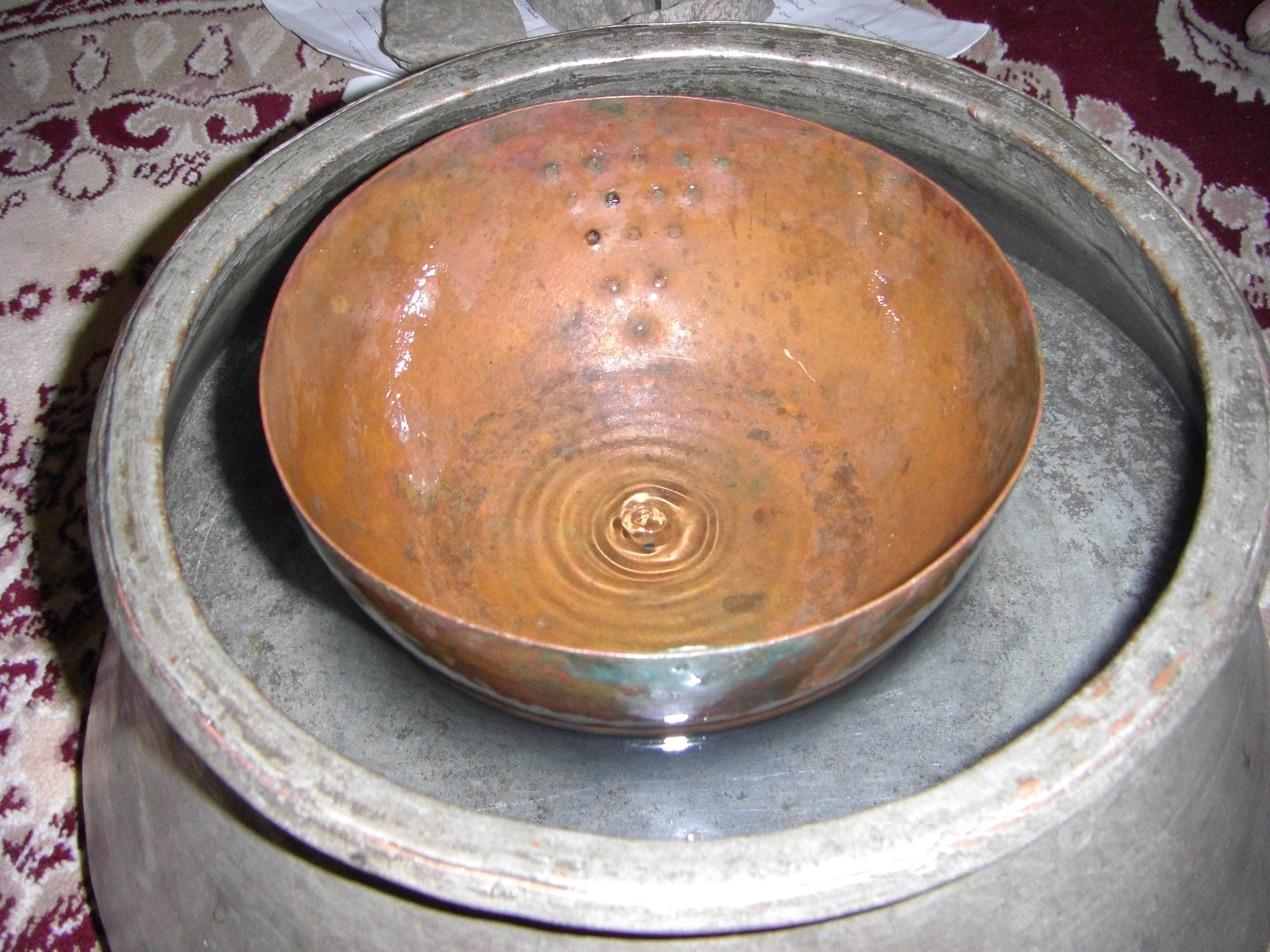
Clepsidra persa

La clepsidra va ser inventada a Mesopotàmia fa més de 3000 anys. Els egipcis també en coneixien l'existència i van aportar notables millores al seu funcionament. Una de les clepsidres més antigues que s'han trobat estava a la tomba del faraó Amenhotep I, mort cap al 1500 aC. A partir del 325 aC, va ser molt utilitzada pels habitants de l'antiga Grècia que van ser els que li van donar el seu nom actual: klepsydra, paraula composta per klepto «robar» i hydro «aigua». La idea és que un recipient «roba» l'aigua a l'altre. Posteriorment, els romans i els xinesos també van construir clepsidres cada vegada més complexes.